# Jour du blasphème
Le jour du blasphème (ou journée internationale du blasphème) est célébré chaque année le 30 septembre. Ce jour est dédié à la liberté d'expression et particulièrement au droit de blasphème. La date du 30 septembre commémore la publication des caricatures de Mahomet du journal Jyllands-Posten. Depuis sa création en 2009, le jour est observé dans de nombreux pays, en particulier occidentaux.

## Signification
Le Center for Inquiry, à l'origine de la célébration, défend l’idée selon laquelle tout le monde a le droit de s'exprimer librement, y compris celui de critiquer la religion des autres, car la liberté d’expression est la base de toutes les autres libertés individuelles. Son manifeste énonce ainsi :

« Critiquer la religion est illégal dans plusieurs pays du monde. Nous avons observé à plusieurs reprises, les conséquences de ces lois absurdes. Lorsque quelqu’un écrit un tweet ou poste sur facebook la déclaration de son athéisme, ou questionne un dogme ou une religion, il peut aller en prison pour cela, être battu ou même mourir pour cela. »

La date du 30 septembre commémore la publication des caricatures de Mahomet du journal Jyllands-Posten. Cette publication avait provoqué la colère de croyants du monde entier, dont beaucoup ont exprimé leur désapprobation par des manifestations violentes, des émeutes et, dans certains cas, des meurtres.

## Observances
Le jour du blasphème est une journée de solidarité avec ceux qui défient les lois oppressives et les interdictions sociales contre la liberté d'expression, de défendre le droit de défier les croyances religieuses dominantes sans craindre la violence, les arrestations ou les persécutions.
Des étudiants de l’université de l’Illinois (États-Unis) ont ainsi dressé un « mur du blasphème » où chacun peut y écrire des insultes contre n’importe quel dieu.
La page Facebook du Jour du blasphème[pas clair] compile les récits de personnes punies pour avoir d’une façon ou d’une autre, critiqué la religion dominante de leur pays.